# العلاقات البوتسوانية الشمال مقدونية
العلاقات البوتسوانية الشمال مقدونية هي العلاقات الثنائية التي تجمع بين بوتسوانا وشمال مقدونيا.

## مقارنة بين البلدين
هذه مقارنة عامة ومرجعية للدولتين:
| وجه المقارنة                                              | بوتسوانا                       | شمال مقدونيا                                               |
| --------------------------------------------------------- | ------------------------------ | ---------------------------------------------------------- |
| المساحة (كم2)                                             | 581.74 ألف                     | 25.71 ألف                                                  |
| عدد السكان (نسمة)                                         | 2.29 مليون                     | 2.08 مليون                                                 |
| الكثافة السكانية (ن./كم²)                                 | 3.94                           | 80.9                                                       |
| العاصمة                                                   | غابورون                        | إسكوبية                                                    |
| اللغة الرسمية                                             | لغة إنجليزية                   | اللغة المقدونية، اللغة الألبانية                           |
| العملة                                                    | بولا بوتسواني                  | دينار مقدوني                                               |
| الناتج المحلي الإجمالي (بليون دولار)                      | 17.41 مليار                    | 11.34 مليار                                                |
| الناتج المحلي الإجمالي (تعادل القوة الشرائية) بليون دولار | 35.84 مليار                    | 29.26 مليار                                                |
| الناتج المحلي الإجمالي الاسمي للفرد دولار أمريكي          | 6.36 ألف                       | 4.85 ألف                                                   |
| الناتج المحلي الإجمالي للفرد دولار أمريكي                 | 16.10 ألف                      | 16.25 ألف                                                  |
| مؤشر التنمية البشرية                                      | 0.698                          | 0.747                                                      |
| رمز المكالمات الدولي                                      | +267                           | +389                                                       |
| رمز الإنترنت                                              | .bw                            | .mk                                                        |
| المنطقة الزمنية                                           | ت ع م+02:00، توقيت وسط إفريقيا | توقيت وسط أوروبا، ت ع م+01:00، ت ع م+02:00، أوروبا/سكوبيه ‏ |

## منظمات دولية مشتركة
يشترك البلدان في عضوية مجموعة من المنظمات الدولية، منها:
| علم المنظمة | اسم المنظمة                               | تاريخ انضمام بوتسوانا | تاريخ انضمام شمال مقدونيا |
| ----------- | ----------------------------------------- | --------------------- | ------------------------- |
|             | مؤسسة التنمية الدولية                     | 24 يوليو 1968         | 25 فبراير 1993            |
|             | يونسكو                                    | 16 يناير 1980         | 28 يونيو 1993             |
|             | وكالة ضمان الاستثمار متعدد الأطراف        | 15 مايو 1990          | 19 مارس 1993              |
|             | الأمم المتحدة                             | 17 أكتوبر 1966        | 8 أبريل 1993              |
|             | الاتحاد البريدي العالمي                   | ?                     | ?                         |
|             | البنك الدولي للإنشاء والتعمير             | 24 يوليو 1968         | 25 فبراير 1993            |
|             | الاتحاد الدولي للاتصالات                  | 2 أبريل 1968          | 4 مايو 1993               |
|             | منظمة حظر الأسلحة الكيميائية              | ?                     | ?                         |
|             | مؤسسة التمويل الدولية                     | 23 مارس 1979          | 25 فبراير 1993            |
|             | المركز الدولي لتسوية المنازعات الاستشارية | 14 فبراير 1970        | 26 نوفمبر 1998            |
|             | منظمة التجارة العالمية                    | ?                     | ?                         |
|             | منظمة الشرطة الجنائية الدولية             | ?                     | ?                         |

## وصلات خارجية
- موقع وزارة الخارجية البوتسوانية